# طريقة خطيرة (فلم)
طريقة خطيرة (بالإنجليزية: A Dangerous Method) هو فيلم تاريخي ألماني-كندي-أمريكي-بريطاني صَدَرَ في سنة 2011، من إخراج ديفيد كروننبرغ وبطولة: كيرا نايتلي، فيجو مورتينسين، مايكل فاسبندر وفينسنت كاسل.

## روابط خارجية
- طريقة خطيرة على موقع IMDb (الإنجليزية)
- طريقة خطيرة على موقع ميتاكريتيك (الإنجليزية)
- طريقة خطيرة على موقع الموسوعة البريطانية (الإنجليزية)
- طريقة خطيرة على موقع روتن توميتوز (الإنجليزية)
- طريقة خطيرة على موقع نتفليكس (الإنجليزية)
- طريقة خطيرة على موقع قاعدة بيانات الأفلام العربية
- طريقة خطيرة على موقع ألو سيني (الفرنسية)
- طريقة خطيرة على موقع Turner Classic Movies (الإنجليزية)
- طريقة خطيرة على موقع أول موفي (الإنجليزية)
- طريقة خطيرة على موقع بوكس أوفيس موجو (الإنجليزية)